# Meeza
Meeza (араб. ميزة‎) — египетский поставщик электронных платёжных систем для внутренних транзакций в Египте. Он поддерживается правительством Египта и регулируется Центральным банком Египта и национальной банковской компанией Египта (EBC). Meeza предоставляет услуги электронных платежей, аналогичные MasterCard и Visa, но их можно использовать только внутри Египта. С египетского арабского Meeza переводится как «особенная».
Компания Meeza была основана в начале 2019 года как национальная платёжная система, поддерживающая безналичные оплаты в Египте. К концу 2019 года Meeza выпустила около 4 миллионов платёжных карт для использования в египетской сети.
В октябре 2020 года Meeza начала эмитировать бесплатные кредитные карты, которые можно использовать на месте и которые нельзя использовать за пределами Египта.
Meeza также выпускает приложения для банковских карт и мобильных кошельков для местных транзакций в Египте. Платёжные карты Meeza принимаются в магазинах товаров и государственных организациях по всему Египту в дополнение к египетским веб-сайтам электронной коммерции. Meeza выпускает как предоплаченные платёжные карты, так и дебетовые карты с привязкой к банковскому счёту. Карты выпускаются большинством крупных банков Египта, такими как National Bank of Egypt (NBE), Banque Misr, Alex Bank, Banque du Caire, Commercial International Bank (CIB) и другими. Карточные продукты Meeza также включают в себя бесконтактные карты для торговых точек, поддерживающих их.
Рассматривается также вопрос об интеграции российской системы МИР и Meeza для расширения ареала работы двух систем, а также для использования карт российскими и египетскими туристами в двух странах.